# Jalapa (stad)
Jalapa is een gemeente in Guatemala en is de hoofdplaats van het gelijknamige departement.
Jalapa heeft 171.000 inwoners.
Ten noorden van de stad ligt de vulkaan Jumay.